# Astro至尊HD
Astro至尊HD，(英語：Astro Zhi Zun HD) 是马来西亚Astro首个拥有的高清粤语频道，该频道全天候24小时以粤语播出。
该頻道在開播之際除了在黃金時段與Astro華麗台同步播出TVB劇集以外，也同時播出其他華語節目。自2013年1月13日後，Astro至尊HD開始與Astro華麗台在大部分時段同步播出香港TVB连续剧，成為馬來西亞首個粵語高清頻道，而華語節目則改在Astro全佳HD、Astro喜悦HD和Astro AEC HD播出。從2014年10月6日起，Astro至尊HD正式停播被易名為取代Astro華麗台播出。
该频道设有粤语及华语双声道服务以及设有中文、马来语以及英文字幕。

## 外部連結
- Astro中文視界 官网 （页面存档备份，存于）
- Astro本地圈 節目官网 （页面存档备份，存于）